# Peter Singer
Peter Albert David Singer, (sinh ngày 6 tháng 7 năm 1946) là một triết gia đạo đức học người Úc, hiện là Giáo sư Đạo đức Sinh học tại Đại học Princeton. Ông chuyên về đạo đức học ứng dụng và tiếp cận các vấn đề đạo đức từ quan điểm thế tục, thực dụng. Ông được biết đến đặc biệt với cuốn sách "Animal Liberation" ("Giải phóng động vật") (1975), trong đó ông lập luận ủng hộ chủ nghĩa thuần chay, và bài tiểu luận "Famine, Affluence, and Morality" ("Nạn đói, Sự sung túc và Đạo đức"), trong đó ông lập luận ủng hộ việc quyên góp giúp đỡ cho người nghèo toàn cầu. Trong phần lớn sự nghiệp của mình, ông là một người theo chủ nghĩa thực dụng, nhưng ông đã tuyên bố trong "The Point of View of the Universe" (2014), đồng tác giả với Katarzyna de Lazari-Radek, rằng ông đã trở thành một người theo chủ nghĩa khoái lạc.
Singer từng hai lần là chủ nhiệm khoa triết học tại Đại học Monash, nơi ông thành lập Trung tâm Đạo đức Sinh học Con người. Năm 1996, ông đã không thành công với tư cách là ứng cử viên của Đảng Australian Greens cho Thượng viện Úc. Năm 2005, Sydney Morning Herald đã đưa ông vào nhóm mười trí thức công cộng có ảnh hưởng nhất ở Úc. Singer là người đồng sáng lập của tổ chức bảo vệ động vật Animals Australia và The Life You Can Save.

## Tiểu sử

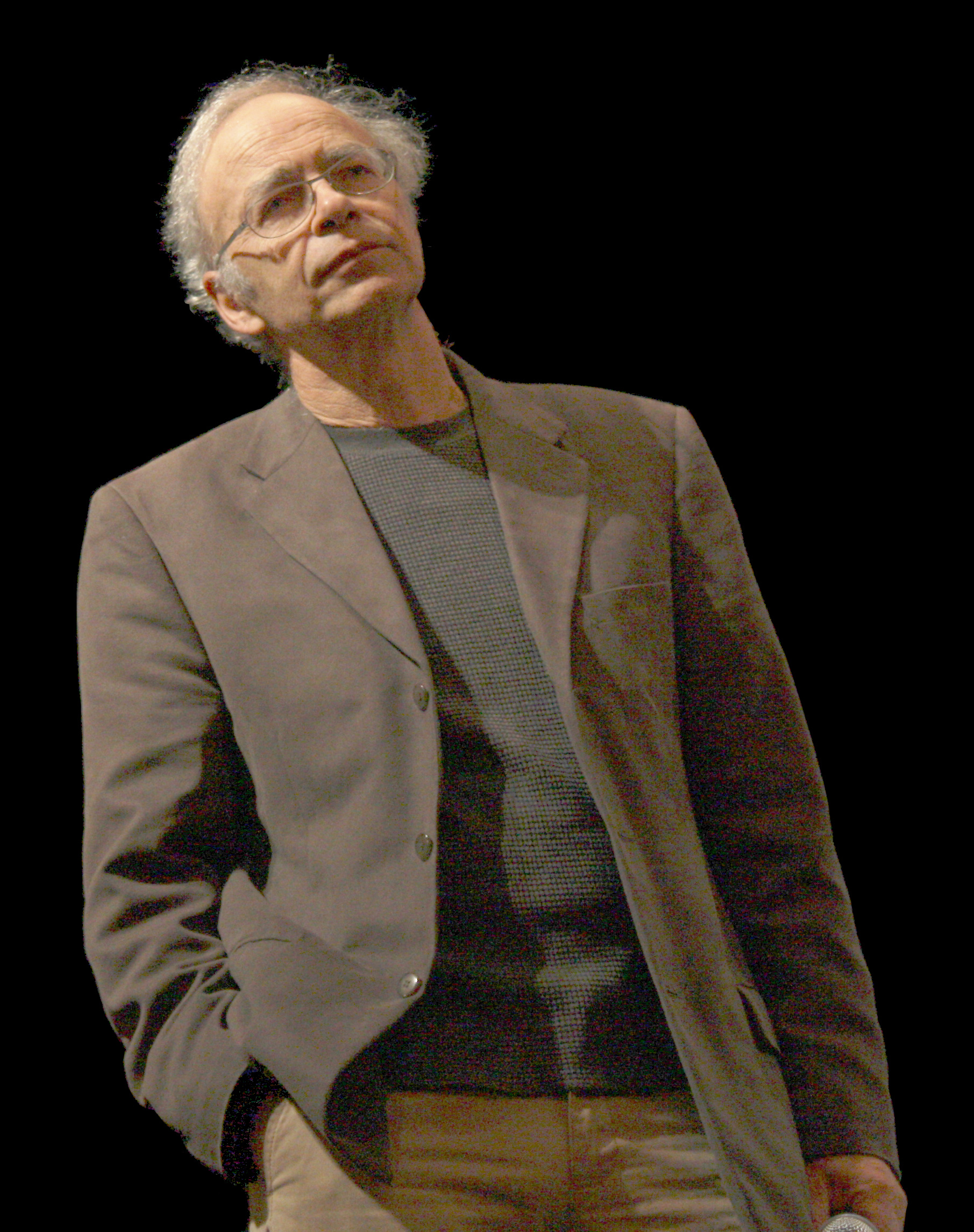
Singer năm 2009

Cha mẹ của Singer là người Áo gốc Do Thái đã di cư đến Úc từ Vienna vào năm 1938, sau khi Áo bị thôn tính bởi Đức Quốc xã. Họ định cư tại Melbourne, nơi Singer sinh ra. Cha của ông kinh doanh trà và cà phê, trong khi mẹ ông hành nghề y. Ông có một chị gái, Joan (Joan Dwyer). Ông bà nội của Singer đã bị Đức quốc xã đưa đến Łódź Ghetto, và sau đó không còn tin tức gì nữa ; ông ngoại của ông là David Ernst Oppenheim (1881–1943), một giáo viên, đã chết trong trại tập trung Theresienstadt. Oppenheim là thành viên của Hội phân tâm học Vienna và đã viết một bài báo chung với Sigmund Freud, trước khi gia nhập giáo phái Adleri. Singer sau đó đã viết một tiểu sử về Oppenheim.
Singer là một người vô thần, và được nuôi dưỡng trong một gia đình sung túc, không tôn giáo.  Gia đình ông hiếm khi tham dự các ngày lễ của người Do Thái và Singer từ chối cả nghi lễ Bar Mitzvah.  Singer theo học ở Preshil và sau này là Scotch College. Sau khi rời trường, Singer học luật, lịch sử và triết học tại Đại học Melbourne, lấy bằng cử nhân năm 1967. Ông đã giải thích rằng ông đã chọn học chuyên ngành triết học sau khi sự quan tâm của ôngh bị thúc đẩy bởi những cuộc thảo luận với bạn trai của chị gái ông khi đó. Ông đã lấy được bằng thạc sĩ cho một luận án có tên "Tại sao tôi phải có đạo đức?" tại cùng một trường đại học vào năm 1969. Ông đã được trao học bổng để học tại Đại học Oxford, và có được bằng Tiến sĩ Triết học (BPhil) năm 1971, với luận án về sự bất tuân dân sự được hướng dẫn bởi R. M. Hare và xuất bản thành một cuốn sách vào năm 1973.
Singer gọi Hare và triết gia người Úc H. J. McCloskey là hai cố vấn quan trọng nhất của ông. Một ngày nọ tại Đại học Balliol ở Oxford, ông có được cái mà ông đã gọi nó là "trải nghiệm tạo nên quyết định trong cuộc đời tôi". Anh ấy đã có một cuộc thảo luận sau giờ học với sinh viên tốt nghiệp Richard Keshen, người Canada, qua bữa trưa. Keshen đã chọn một món salad sau khi được nói rằng nước sốt của mì spaghetti có thịt, còn Singer đã chọn mì spaghetti. Singer sau đó đã hỏi Keshen về lý do mà anh tránh ăn thịt. Keshen giải thích những sự phản đối về đạo đức của mình. Sau đó Singer nói: "Tôi chưa bao giờ gặp một người ăn chay đã đưa ra một câu trả lời thẳng thắn như vậy mà tôi có thể hiểu và liên quan đến." Keshen sau đó đã giới thiệu Singer với những người bạn ăn chay của mình. Singer có thể đã tìm thấy một cuốn sách mà ông có thể đọc về vấn đề này (Animal Machines - Ruth Harrison) và "trong vòng một hoặc hai tuần", ông đã thuyết phục vợ mình rằng ông cần phải thay đổi chế độ ăn uống, và rằng ông không nghĩ họ có thể biện minh cho việc ăn thịt.